# The Angus Drive
The Angus Drive è il primo EP della cantante canadese Avril Lavigne, uscito nel 2003.

## Il disco
The Angus Drive è un EP molto raro. È stato distribuito solo promozionalmente a DJ e Stazioni Radio. Si vocifera che ne esistano solo 1000 copie.

## Tracce
- Sk8er Boi
- Unwanted
- Losing Grip
- Complicated